# Мочково
Мочково (пол. Moczkowo) — село в Польщі, у гміні Барлінек Мисліборського повіту Західнопоморського воєводства.
Населення — 1069 осіб (2011).
У 1975-1998 роках село належало до Гожовського воєводства.

## Демографія
Демографічна структура станом на 31 березня 2011 року:
|          | Загалом | Допрацездатний вік | Працездатний вік | Постпрацездатний вік |
| -------- | ------- | ------------------ | ---------------- | -------------------- |
| Чоловіки | 544     | 115                | 401              | 28                   |
| Жінки    | 525     | 116                | 354              | 55                   |
| Разом    | 1069    | 231                | 755              | 83                   |